# تیم ملی بسکتبال زنان ولز
تیم ملی بسکتبال زنان ولز، نماینده ولز در مسابقات بین‌المللی بسکتبال زنان است.